# Astor Row

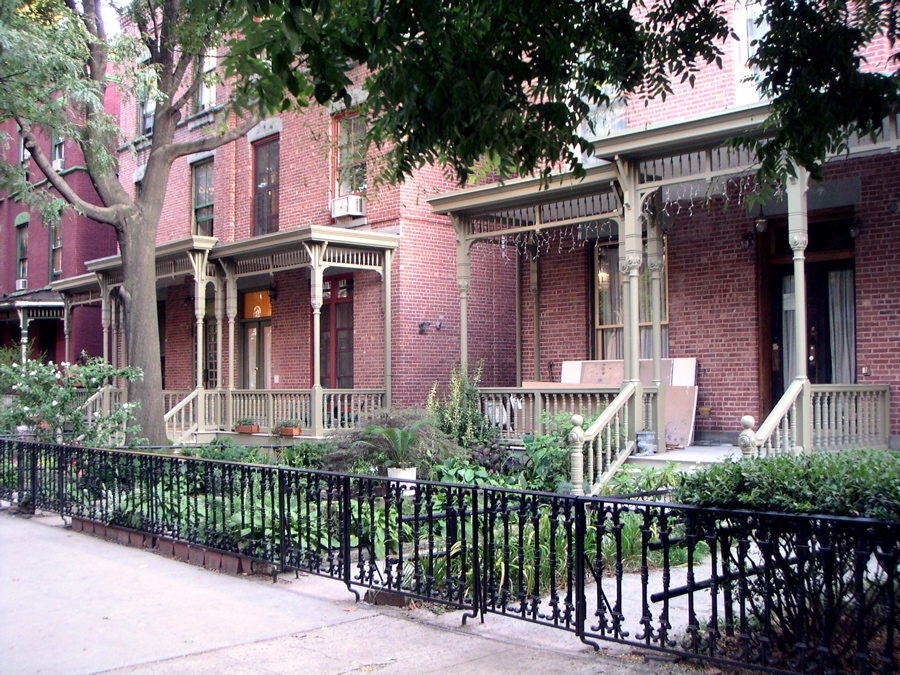
Astor row

Astor Row è il nome con cui è noto il tratto della 130ª Strada tra la Quinta Strada e la Lenox Avenue ad Harlem, New York. La via è caratterizzata da una serie di case a schiera, poste sul lato sud, che sono tra i primi edifici abitativi del quartiere di Harlem, tutte dotate di un piccolo giardino di fronte all'ingresso e di una veranda in legno. Queste case furono costruite tra il 1880 ed il 1883 su iniziativa di William Backhouse Astor in un terreno che suo nonno John Jacob Astor aveva acquistato nel 1844: è per questa ragione che la strada prende il nome dalla loro famiglia.